# Nationalparks in Marokko
Gegenwärtig (2015) gibt es etwa ein Dutzend Nationalparks in Marokko; ein weiterer (Nationalpark Belyounech) ist zwischen Ceuta und dem Hafen von Tanger-Med geplant. Der 'Nationalpark Dakhla' befindet sich auf dem Gebiet der Westsahara:

## Nationalparks

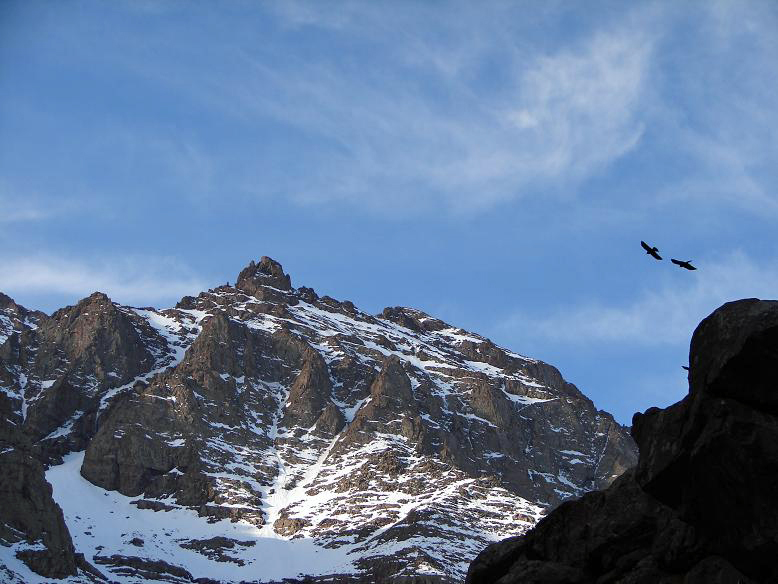
Toubkal

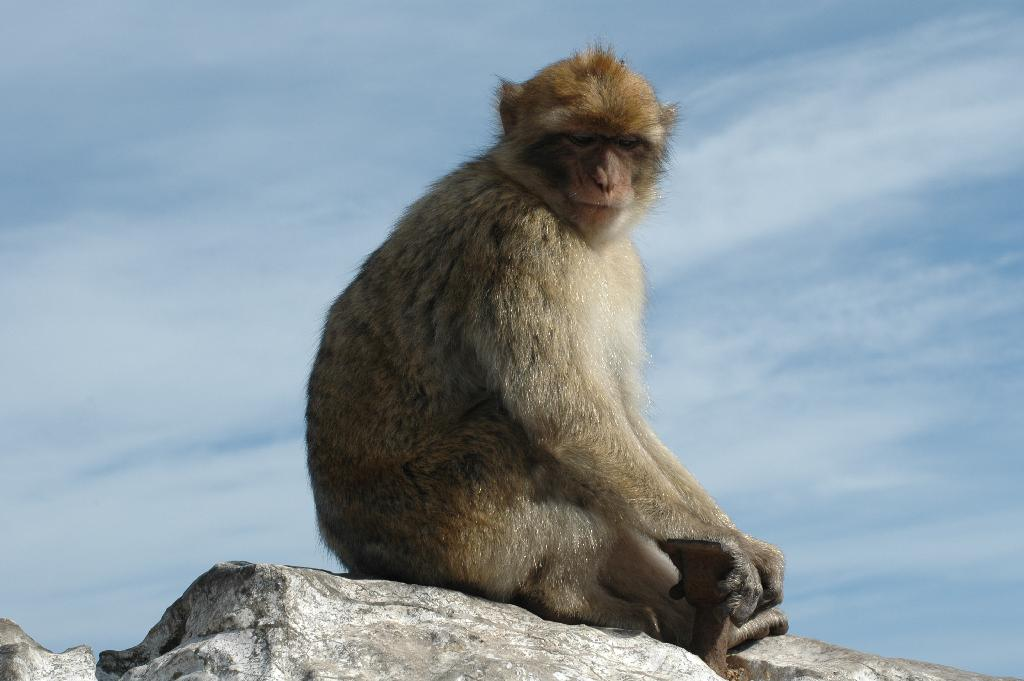
Berberaffe

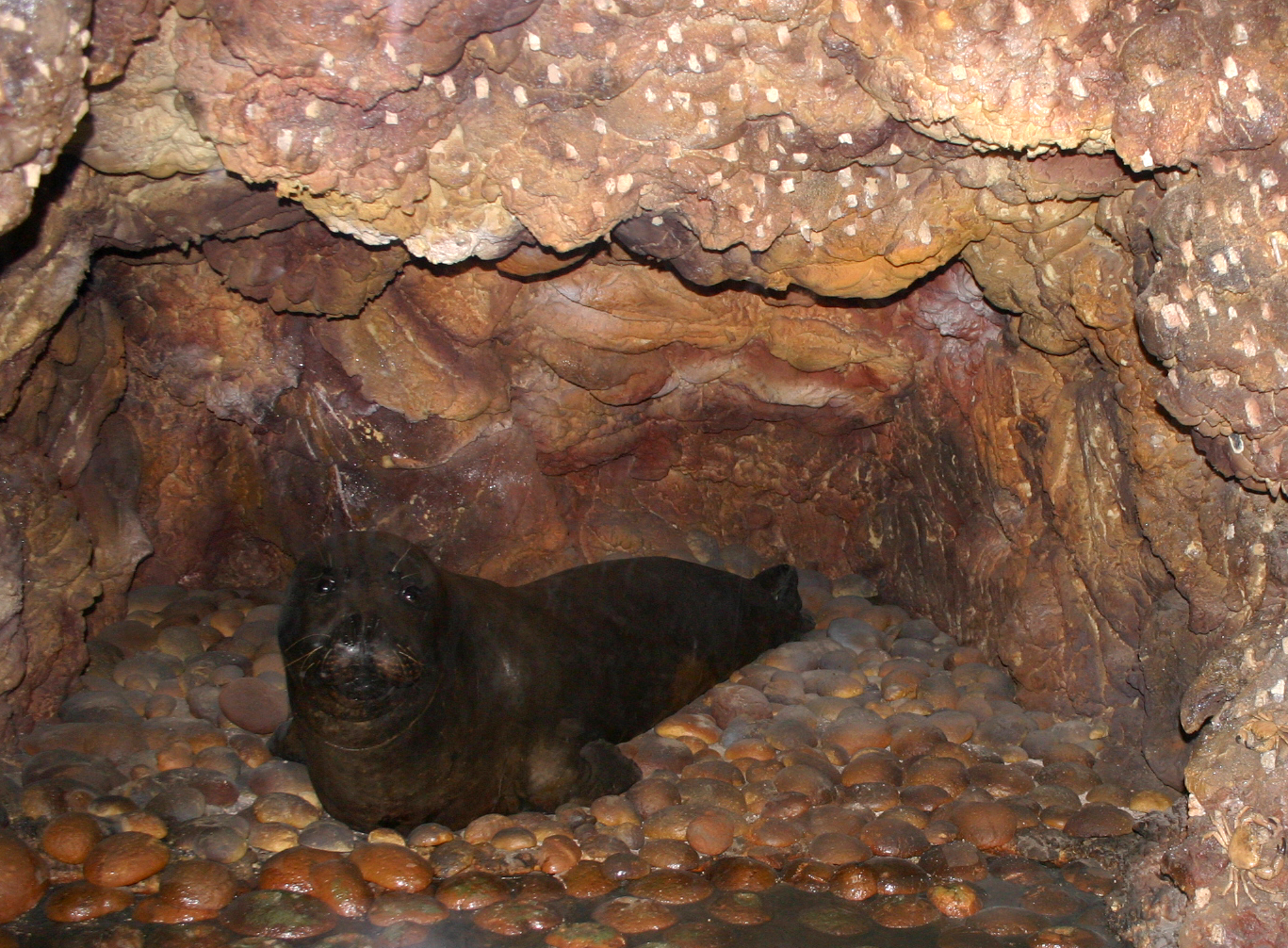
Mittelmeer-Mönchsrobbe

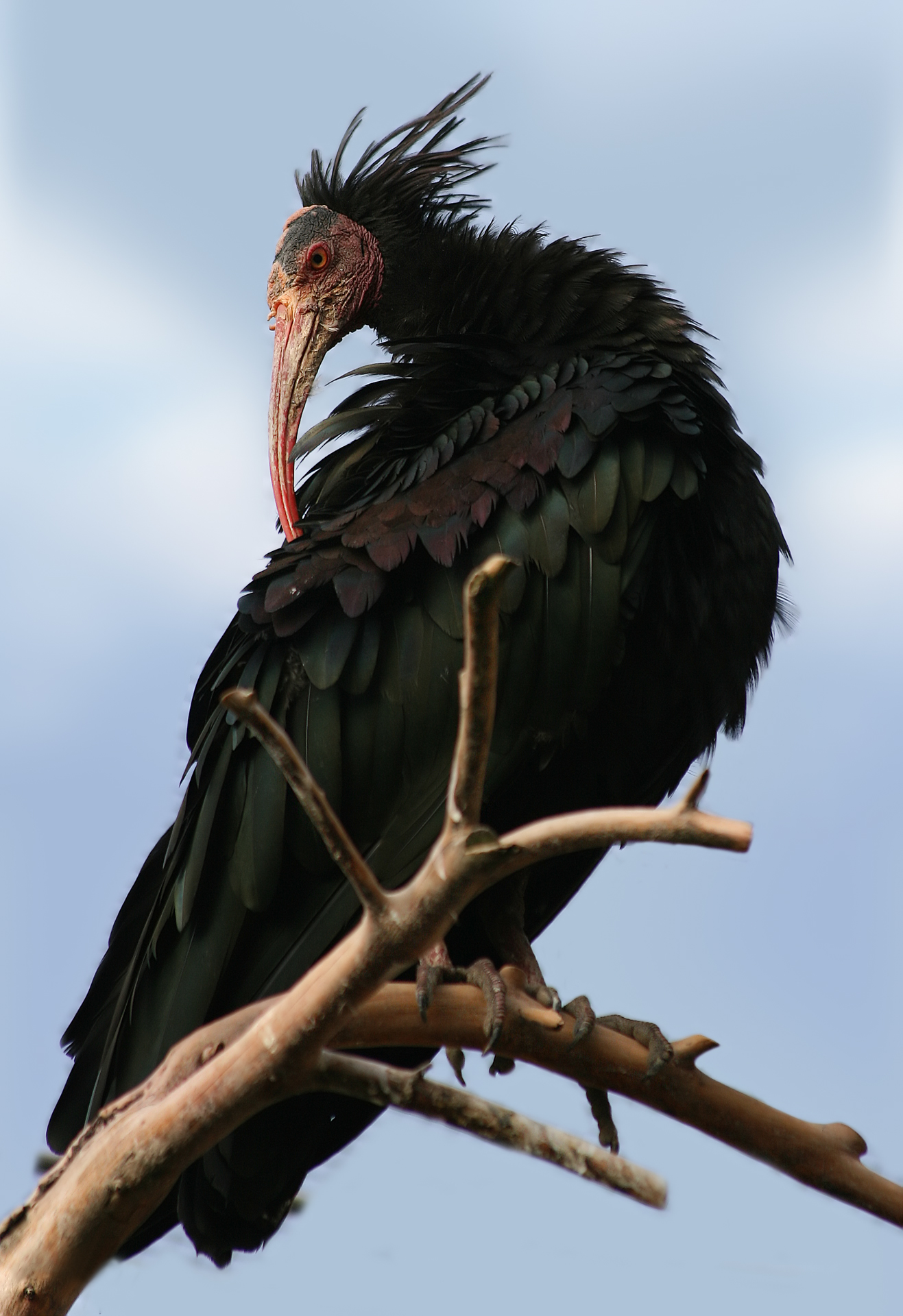
Waldrapp

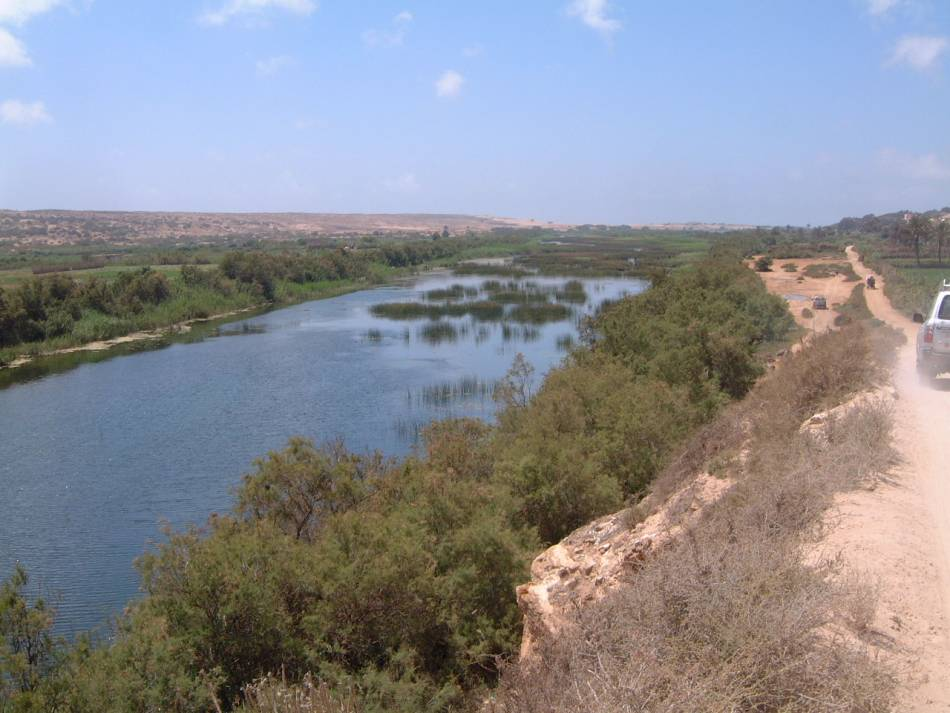
Oued Massa im Nationalpark Souss Massa

- Nationalpark Toubkal
Der 380 km² große Toubkal-Nationalpark wurde 1942 als erster Nationalpark Marokkos gegründet. Der Park liegt im Hohen Atlas und beinhaltet den höchsten Berg Nordafrikas, den 4167 m hohen Toubkal. Größere Säugetiere des Parks sind Berberaffen und Mähnenschafe.
- Nationalpark Tazekka
Dieser zweite Nationalpark Marokkos wurde 1950 gegründet. Er umfasste ursprünglich eine Fläche von 6,8 km², rund um den 1.980 m hohen Jbel Tazekka, welcher im nordöstlichen Mittleren Atlas liegt. 1989 wurde er auf 128 km² ausgeweitet um weitere Wälder und Höhlensysteme mit der größten Tropfsteinhöhle Nordafrikas (Gouffre de Friouato) zu schützen; mittlerweile beträgt seine Fläche 137 km². Im Jahr 1994 wurde hier der Berberhirsch ausgewildert. Hier leben auch Kleinfleck-Ginsterkatzen, Fischotter, Stachelschweine, Afrikanische Goldwölfe und Rotfüchse. Einst kamen hier auch Streifenhyänen, Berberleoparden und Karakale vor.
- Nationalpark Moulouya
Der nur etwa 5 km² große Nationalpark im Mündungsgebiet des Oued Moulouya ist ein Vogelschutzgebiet, in welchem auch Amphibien leben.
- Nationalpark Souss Massa
Der 340 km² große Nationalpark Souss Massa an der Atlantikküste in Südwest-Marokko umfasst Wüstengebiete im Bereich der Mündungen des Oued Souss und des Oued Massa. Der Park verfügt über eine reichhaltige Vogelwelt. In großen eingezäunten Bereichen wurden die ausgestorbenen Mendesantilopen, Säbelantilopen und Mhorrgazellen wieder angesiedelt. Nördlich des Parks liegt Agadir, südlich Tiznit.
- Nationalpark Al Hoceima
Dieser 470 km² große, 2001 geschaffene Nationalpark liegt an der Mittelmeerküste und weite Teile schließen von daher auch das Meer mit ein. Hier leben die vom Aussterben bedrohten Mittelmeer-Mönchsrobben, aber auch drei Delphinarten (Großer Tümmler, Blau-Weißer Delfin und Gemeiner Delfin), und etwa 69 Vogelarten unter anderem Fischadler und eine Kolonie der Korallenmöwe.
- Nationalpark Talassemtane
Der 600 km² große, 1972 gegründete Nationalpark liegt im Rifgebirge. Hier gibt es Wälder, spektakuläre Felslandschaften und Schluchten. In den Wäldern leben, neben insgesamt 37 Säugetierarten, auch Berberaffen – diese finden Unterschlupf in den zahlreichen Höhlen. Von den 117 verschiedenen Vogelarten sind der Bartgeier und der Steinadler die spektakulärsten.
- Nationalpark Ifrane
Der 530 km² große Nationalpark Ifrane liegt im Mittleren Atlas. Hier gibt es zahlreiche Vulkanseen, Flüsse, Quellen und Grotten. Auch kommen hier Zedern- und Eichenwälder vor. Im Sommer weiden hier Schafe und Ziegen. Hier kommen 37 Säugetierarten vor, darunter auch der Berberaffe, welcher hier sein größtes Siedlungsgebiet hat. Es soll auch noch einige wenige Leoparden geben. 142 verschiedene Vogelarten sind hier anzutreffen.
- Nationalpark Haut Atlas Oriental
Dieser 490 km² große Nationalpark liegt im Hochgebirge des Hohen Atlas, welches im Norden noch relativ feucht ist und im Süden in eine wüstenartigen Vegetation übergeht. Wachsen im Norden noch Steineiche und Atlas-Zeder, so sind im Süden nur noch Dornbuschgewächse anzutreffen. Neben dem Mähnenspringer soll es auch hier noch Leoparden geben.
- Nationalpark Iriqui
Der Nationalpark Iriqui liegt an der Grenze zu Algerien, gehört schon zur Sahara und kann daher mit der typischen Wüstenfauna und -flora aufwarten. In den Sandgebieten wachsen Tamarisken und Akazien. Hier leben auch Dorkasgazelle, Oryxantilopen und Mendesantilopen. Der Nordafrikanische Strauß soll hier ausgewildert werden.
- Nationalpark Bas Draa
Dieser Nationalpark besteht aus schroffen Wüstenbergen und sandigen Tälern. Offiziell gibt es hier noch den Gepard und den Karakal sowie Honigdachse.
- Nationalpark Khenifiss
Im Jahr 2006 wurde ein zwischen den Städten Tan-Tan und Tarfaya bereits existierendes Naturreservat in den etwa 1850 km² großen Nationalpark Khenifiss umgewandelt, dessen wüstenartige – an manchen Stellen von Salzpfannen (sabchas) durchsetzte – Landschaft keine größeren Tierbestände erlaubt. In einer großen Lagune im Küstenbereich finden sich manchmal Zugvögel ein; Rostgänse, Marmelenten und Korallenmöwen sind dagegen standorttreu.

## Nationalparks in der Westsahara
- Nationalpark Dakhla
Der Nationalpark Dakhla liegt in der Westsahara und ist in zwei Teile unterteilt – der südlich der Stadt ad-Dakhla gelegene Teil des Parks zieht sich ins Landesinnere um den Jbel Adrar Souttouf mit seinen von Akazien bewachsenen Trockenflussbetten; dort gibt es noch Mähnenspringer und Dorkasgazellen – auch hier sollen wieder Oryxantilopen und Mendesantilopen angesiedelt werden. Der Küstenbereich liegt an der Grenze zu Mauretanien, wo der Banc-d'Arguin-Nationalpark angrenzt. Er zieht sich hier 180 km die Küste entlang, an der die seltenen Mittelmeer-Mönchsrobben leben.